# 哈里島
哈里島（英語：Harry Island），是南極洲的島嶼，處於霍西森島和列日島之間，屬於帕默群島的一部分，由比利時探險隊發現，現時由南極條約體系管理。